# Columnea flexiflora
Columnea flexiflora är en tvåhjärtbladig växtart som beskrevs av L.P. Kvist och L.E. Skog. Columnea flexiflora ingår i släktet Columnea och familjen Gesneriaceae. Inga underarter finns listade i Catalogue of Life.